# Juguete tradicional mexicano

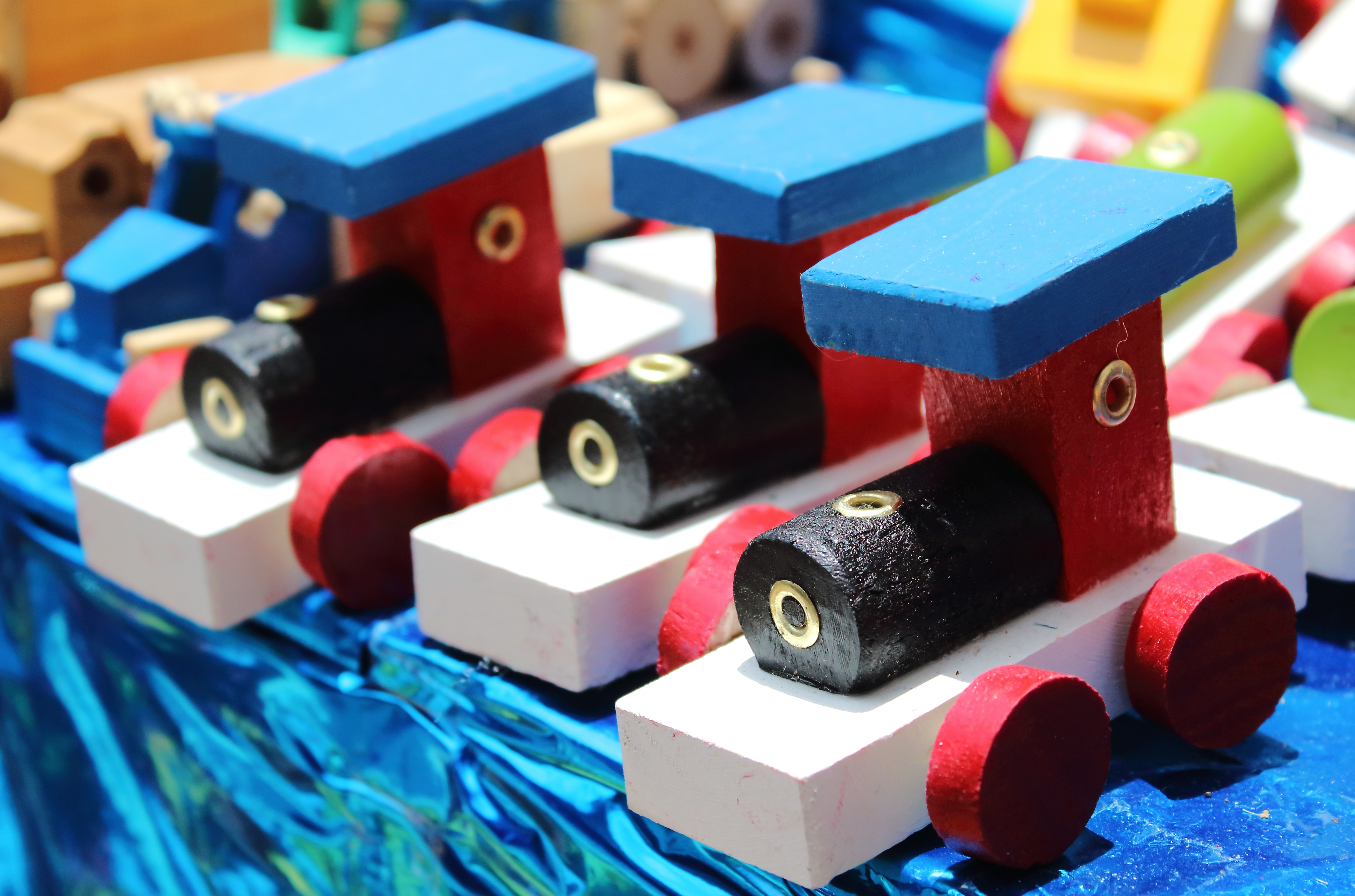
Tren de juguete de metal

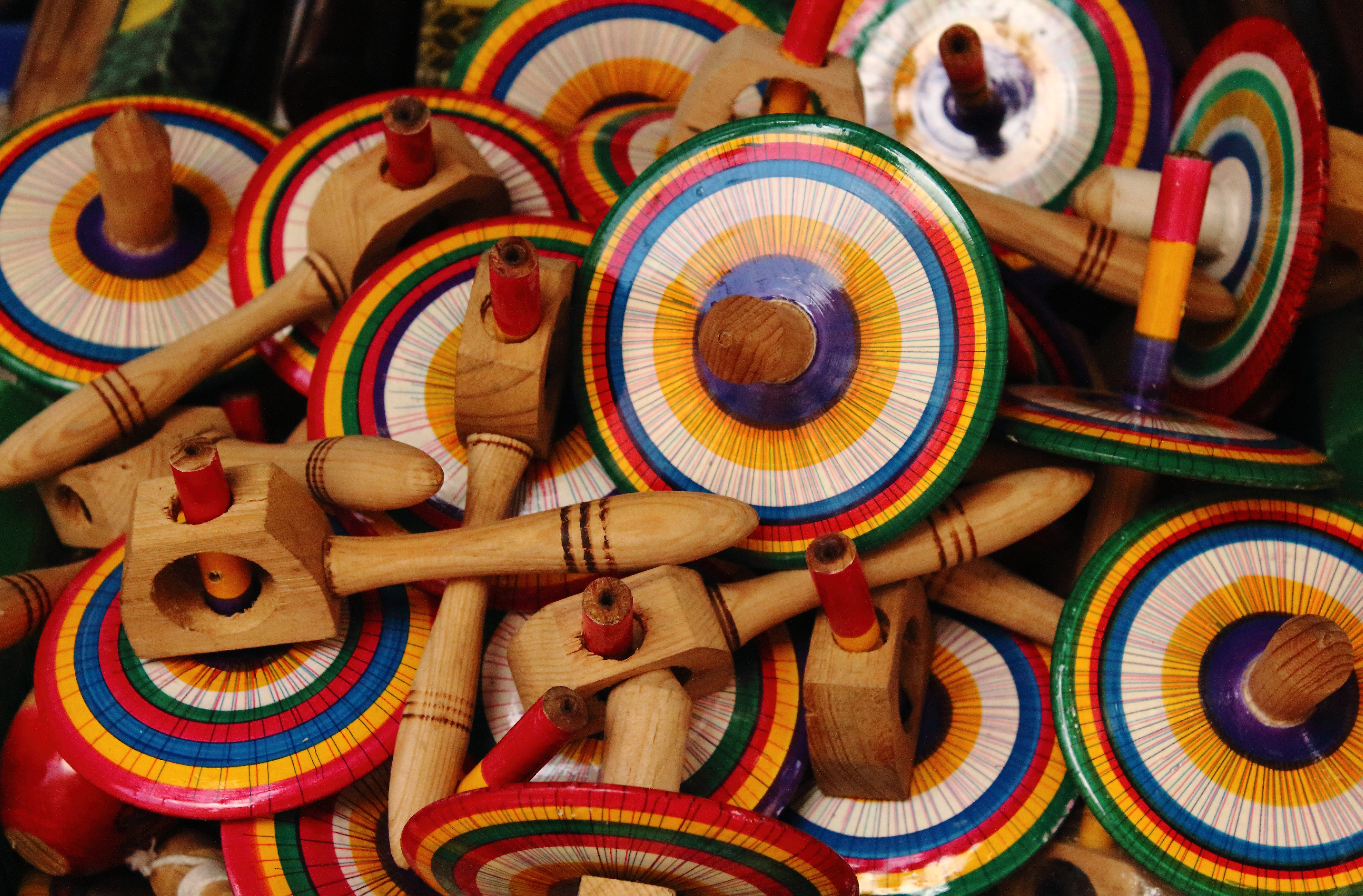
Juguetes típicos mexicanos

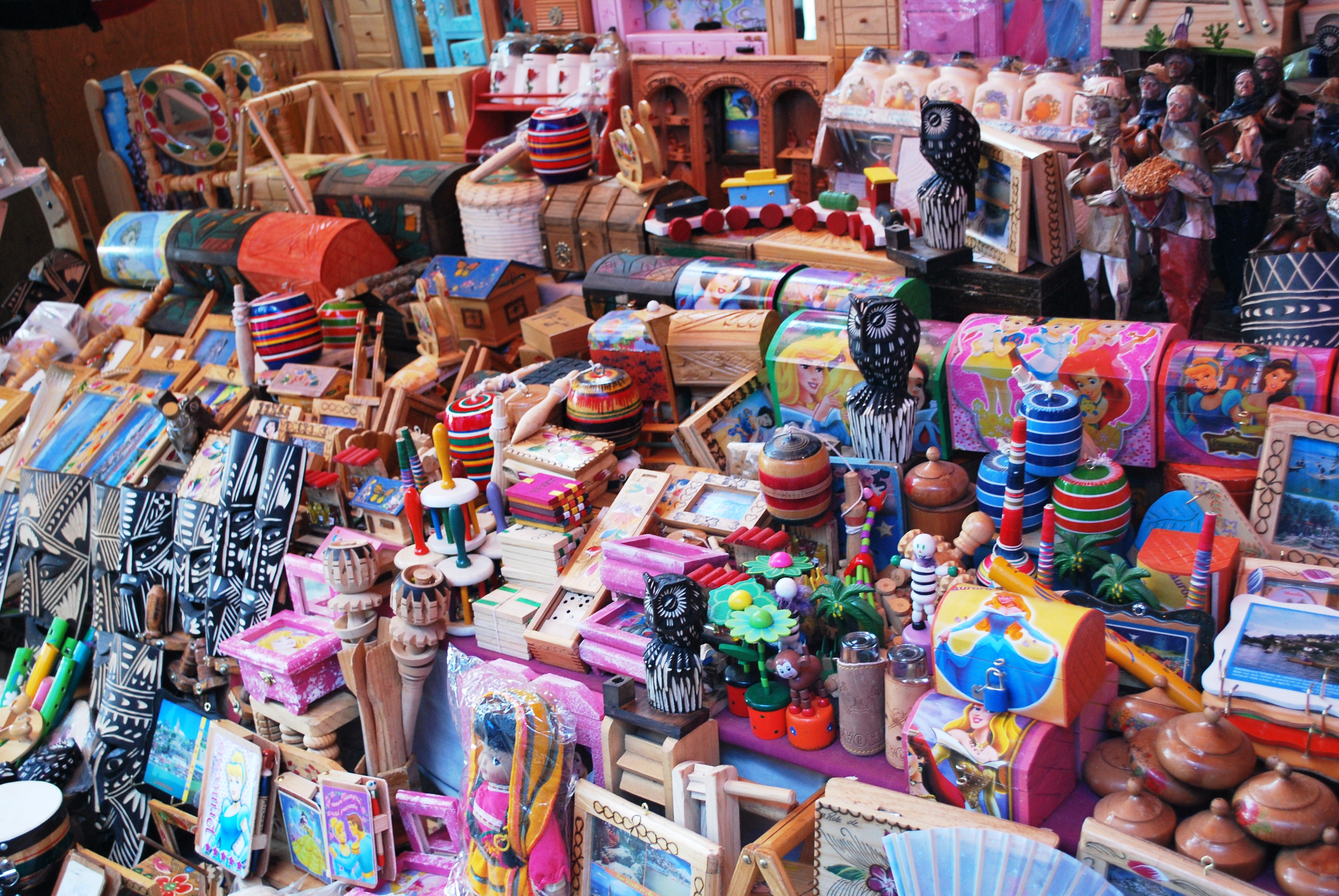
Juguetes mexicanos del tianguis

El juguete tradicional mexicano es una artesanía mexicana, expresión representativa de la cultura de ese país. En su mayoría, se elaboran a base de madera. Se trata de un producto de exportación. Anualmente se entregan premios a los artesanos más destacados en el Concurso Nacional del Juguete Popular, realizado por el Museo del Juguete Popular Mexicano "La Esquina". A continuación, se muestran algunos ejemplos de juguetes tradicionales: Gracias 

## La lotería

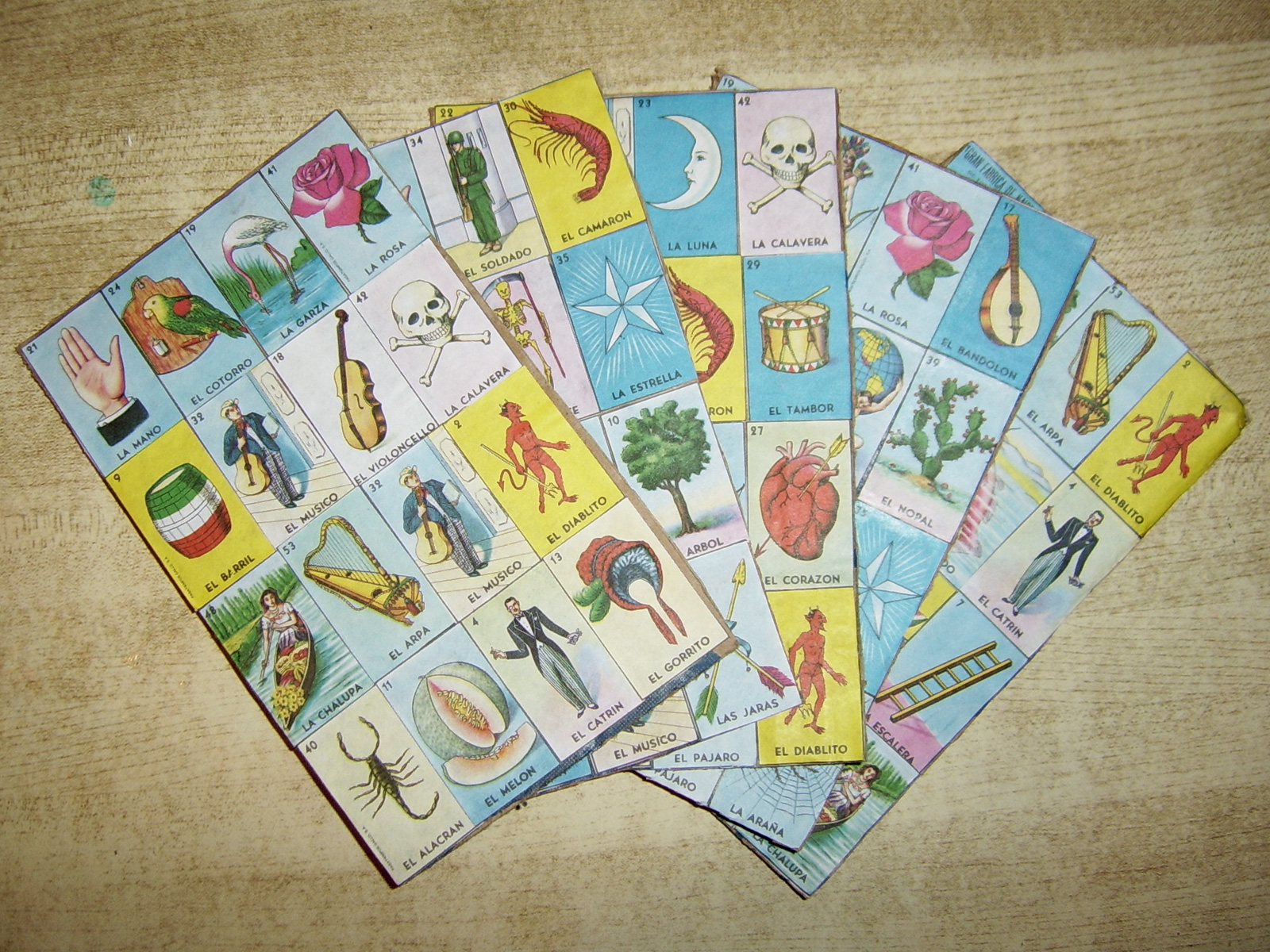
Lotería mexicana

La lotería es un juego acuñado en México que consiste en una serie de diferentes cartones, los cuales tienen dibujados diferentes imágenes, que también se encuentran en una baraja.
El juego consiste en ir llenando con papelitos, fichas, etc. el cartón de acuerdo con el orden en que vayan diciendo la baraja.
Generalmente, para jugar se paga por cartón y el ganador se lleva como premio todo el dinero acumulado, aunque también se puede jugar sin dinero.
Es un juego que se realiza tradicionalmente en ferias de las fiestas patronales, son muy populares ya que quien lo juega tiene que poner su sello al momento de ir nombrando los nombres de cada tarjeta, este juego aparece en algunas películas de la época de oro del cine mexicano.

## La marioneta
La marioneta es un personaje inanimado que puede ser manipulado por una persona, con el propósito de darle "vida" al mismo. Puede hacerse de varios materiales y se puede manipular a través de hilos o introduciendo la mano por debajo y haciéndolo moverse.

## El balero
El balero es un juguete de malabares compuesto de un tallo, generalmente de madera, unido por una cuerda a una bola horadada, por uno o varios agujeros de un diámetro ajustado al tallo. El objetivo del juego es hacer incrustar un eje delgado del tallo al hueco del mazo.
Los orígenes del balero o juegos de “cuenco y bola”, “anillo y clavija” se conocen en todo el mundo. Se cree que sus raíces provienen del juego “Bilboquet” (o receptor de Bilbo - Su nombre en francés es: de bille (bola de billar) y bocquet que designa la punta de un dardo), de origen francés, siglo XVI en la corte del rey Enrique III, quien solía jugar en plena vía pública seguido por sus favoritos y Bufones. Todo París jugaba para imitar a su rey, pero después de su muerte el juego pasó de moda, y durante cien años, sólo algunos entusiastas se acordaron de él.

## La matraca
La matraca es un juguete que generalmente se usa para animar eventos deportivos, reuniones o fiestas patronales, ya que es un instrumento que produce mucho ruido con su movimiento. Otros juguetes que tienen la misma función son el silbato y la sonaja.

## Pirinola o perinola
La pirinola o perinola es un juego de azar, en el cual se hace girar un artefacto que tiene grabado en todas sus caras algún número (varía en el número de caras), el que logre obtener el mayor número gana, este juego se ha modificado poniendo en las caras un tipo de "castigo" o "premio" del cual el tirador será beneficiado o perjudicado.

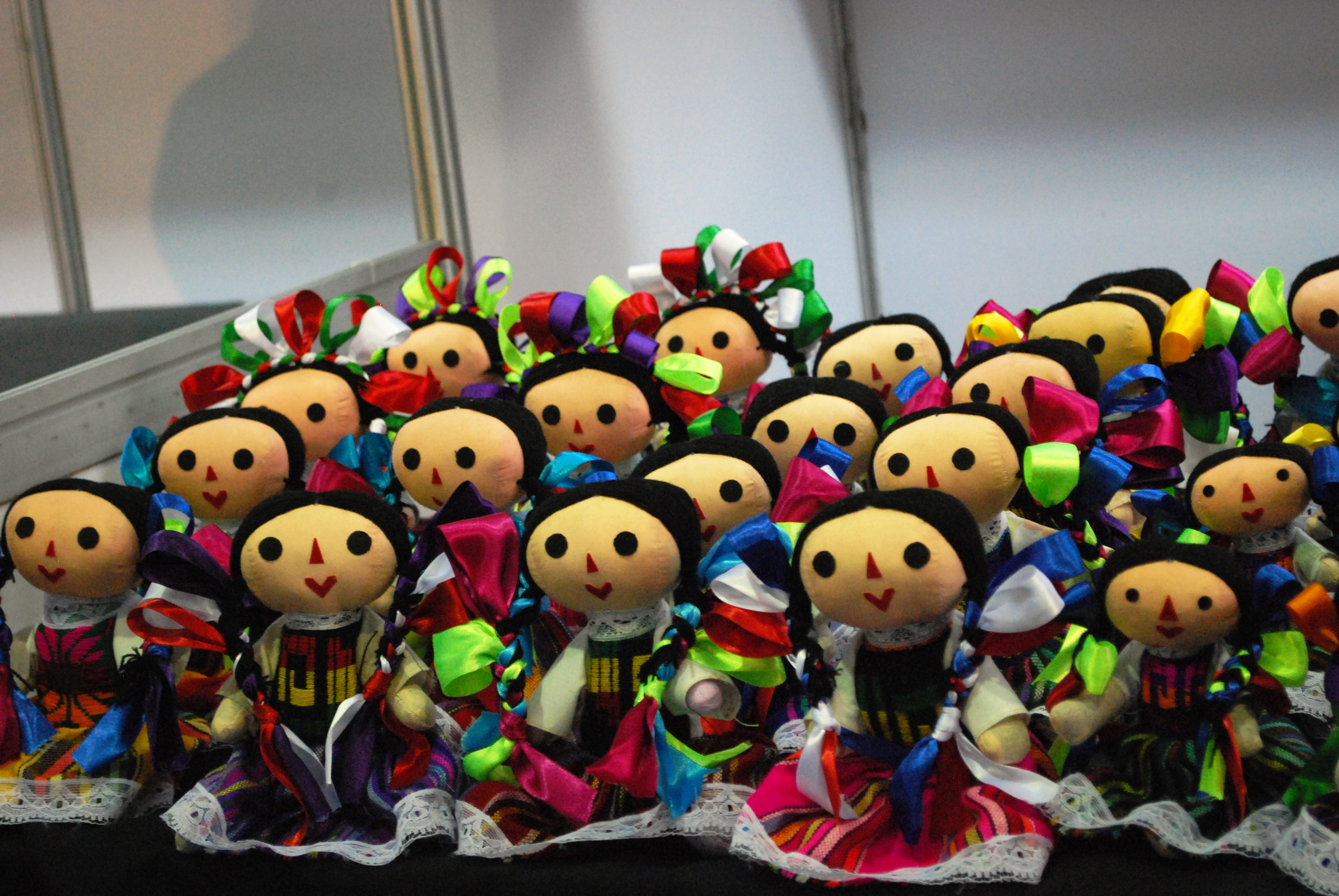
Muñecas de trapo.

## Piñata
Una piñata está formada por una olla de barro o cartón, dentro de la cual se colocan dulces o frutas, el objetivo del juego es romper el artefacto y recoger los dulces o frutas que lleva dentro. Es una tradición católica que se inició como una representación de los pecados capitales, donde los dulces son la recompensa por luchar contra ellos. Su uso es muy frecuente en fiestas de cumpleaños y las posadas navideñas.

## Tablas mexicanas
Son una serie de tablas de diferentes colores de madera unidas por unos listones que al estirarse parecen estar unidas y no moverse, pero al tomarlas de uno de los extremos crea la ilusión de que una de las tablitas se desprende y se dirige hacia el otro extremo, pero sin separarse de las demás.
También son llamadas "tablitas chinas".

## Trompo
El trompo es un juguete a base de madera que consiste en una peonza acompañada de una cuerda, enrollando la misma alrededor del trompo y tirando violentamente de uno de sus extremos a la vez que se lanza el conjunto contra el suelo, se consigue que el trompo rote sobre su punta, manteniéndose erguido y girando varias veces en el suelo.

## Atrapanovias

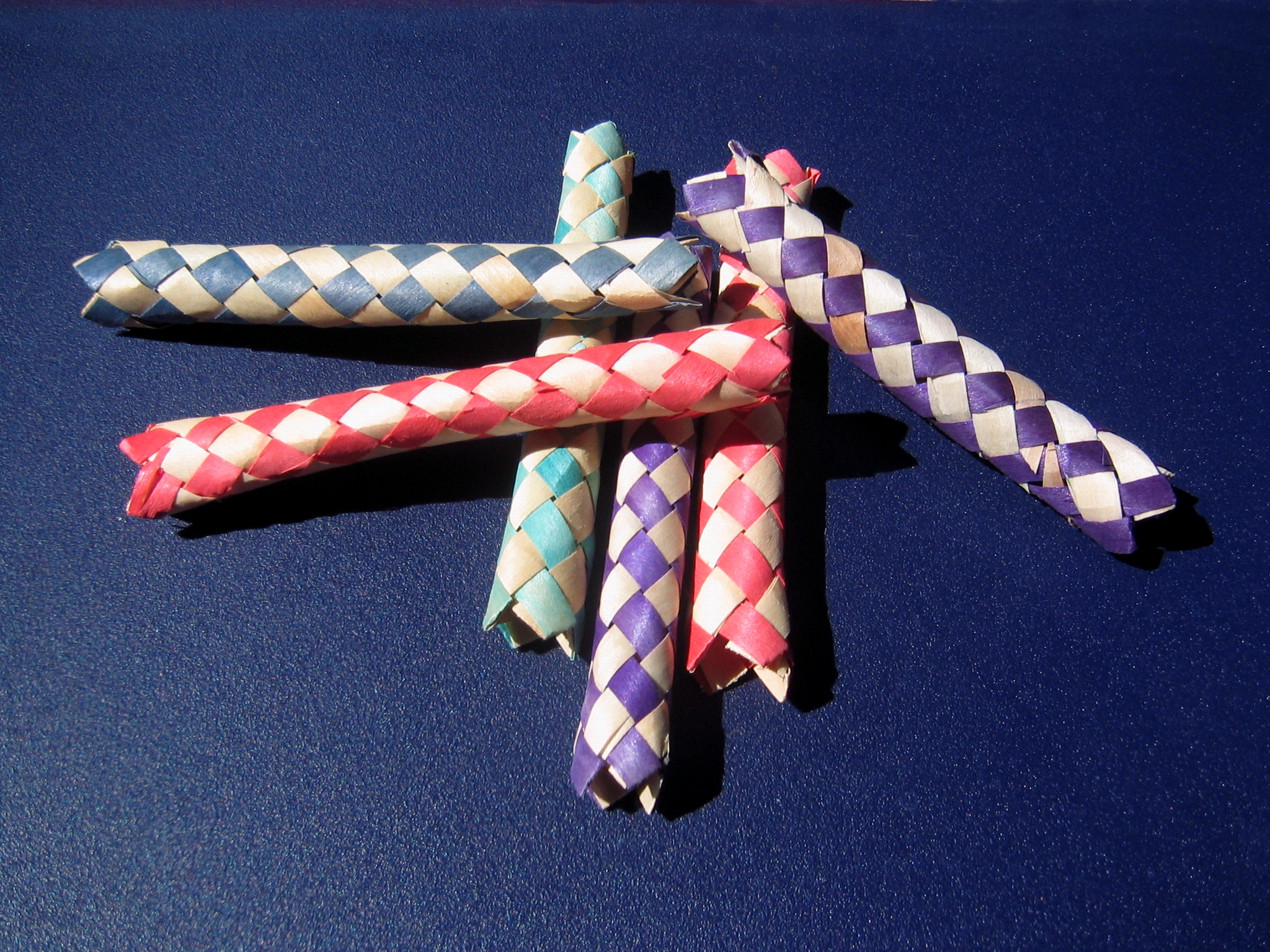
Atrapa novios

El atrapanovias o trampa de dedos es un juguete artesanal en el que por un extremo se coloca el dedo de una persona y por el otro se sujeta otra, funciona como una trampa porque al tratar de zafarse de él, la primera mencionada queda atrapada.

## Yoyo
Juguete formado por dos discos de madera unidos con un eje central, manteniendo una leve separación entre ambos, alrededor de la cual se enrolla un cordón anudado a un dedo se hace subir y bajar alternativamente. El disco se maneja mediante sacudidas hacia arriba y abajo.

## Canicas
Una canica es una pequeña esfera de vidrio, alabastro, cerámica, arcilla, metal, cristal, acero, piedra, mármol, madera o porcelana que se pueden romper fácilmente en cualquier momento.

## Museos de juguetes tradicionales
En México existen varios museos dedicados a preservar y difundir los juguetes tradicionales, como es el caso del Museo del Juguete Popular Mexicano ubicado en San Miguel de Allende, Guanajuato, el cual cuenta con una colección de más de mil piezas, otro museo que cuenta con una colección de 328 piezas es el Museo de Culturas Populares del Estado de México en la ciudad de Toluca.
El Museo del Juguete Antiguo México (más conocido como "MUJAM") es otro establecimiento en donde se exponen juguetes tradicionales.
La colección de juguetes que se exhibe en el último mencionado hace un homenaje a los productores de todo tipo de juguetes, desde grandes a pequeños fabricantes, creadores de juguetes modestos hasta los más grandiosos, que hicieron felices a los pequeños de esa época.
El mismo se compone de 6 salas, en las que se puede encontrar un sinnúmero de objetos que marcaron la vida de algún niño en México, algunos de ellos son: carritos a escala hechos a mano, alcancías, juguetes piñateros, trenes, locomotoras, juegos de mesa, muñecas, luchadores de plástico, bicicletas, triciclos, baleros, trompos, yoyos, juegos de té, entre muchos otros.
En este, se exponen juguetes que fueron hechos en México tanto en casas como en talleres o pequeñas y grandes fábricas entre el período de 1900 a 1970, que fue la época en la que la industria juguetera nacional tuvo mayor florecimiento, son juguetes elaborados con todo tipo de materiales mediante diversas técnicas y mecanismos, mismos que no precisamente fueron los más caros en su época, ni de la mejor calidad, material o manufactura, pero que se consideran un gran evento en la vida de muchos niños mexicanos, los más entrañables, los más queridos.
La gran calidad, variedad e imaginación de algunos de estos juguetes son una muestra fehaciente de que en México hay mucha creatividad, calidad de mano de obra, e iniciativa para crear productos de gran orgullo para México.
El MUJAM se encuentra ubicado en la Ciudad de México, y su dirección es Dr. Olvera #15,  Col. Doctores CP 06720, a dos cuadras del metro Obrera, entre las calles de Dr. Barragán y Eje Central.